# Lilli Andersen
Lilli Andersen eller Else Lilly Andersen, gift Svanberg (6. december 1914 i Roskilde – 24. januar 1988 i Linköping, Sverige) var en kvindelig dansk svømmer. 
Lilli Andersen, der repræsenterede Dansk Kvinde-Gymnastikforening, deltog ved Sommer-OL 1932 i Los Angeles. Lilli Andersen deltog både i 100 meter og 400 meter fri svømning. Bedste resultat var en semifinaleplads i 400 meter fri svømning. 
Hun nåede en 3. plads på 400 meter fri på EM 1934.
Lilli Andersen var bedst kendt i offentligheden for langdistancesvømning, hvor hun var kendt under tilnavnet ”Den svømmende Smørrebrødsjomfru”. 20. juni 1937 svømmede hun over Storebælt fra Halsskov til Knudshoved på 7 timer og 49 minutter. Bedriften blev filmet til filmen Else Kragh og Lilli Andersens Storebælt-svømning. 